# A. F. M. Ahsanuddin Chowdhury
Abul Fazal Mohammad 'AFM' Ahsanuddin Chowdhury (1 de julho de 1915 - 30 de agosto de 2001) foi o nono presidente de Bangladesh.

## Biografia
Chowdhury nasceu em 1915. Formou-se e obteve seu diploma de Bachelor of Laws na Universidade de Daca. Ele entrou para o Serviço Civil de Bengala (judicial) no ano de 1942 e, posteriormente, atuou como juiz distrital em Sylhet, Rangpur e Daca.   Foi nomeado magistrado
do Supremo Tribunal de Daca em 17 de dezembro de 1968 pelo então presidente do Paquistão, o marechal de campo Ayub Khan e mais tarde juiz da Divisão Apelatória da Suprema Corte em 30 de janeiro de 1974. Ele se aposentou do serviço em 1 de julho de 1977.

## Política
Na sequência de um golpe militar de março de 1982, o Chefe do Estado Maior Hossain Mohammad Ershad assumiu o poder como o administrador-chefe da lei marcial, e  Ahsanuddin Chowdhury foi feito presidente do Bangladesh em 27 de março de 1982, uma posição que ocupou até 10 de dezembro de 1983. Ershad em seguida destituiu Ahsanuddin e assumiu a presidência. 